# Bangers and mash

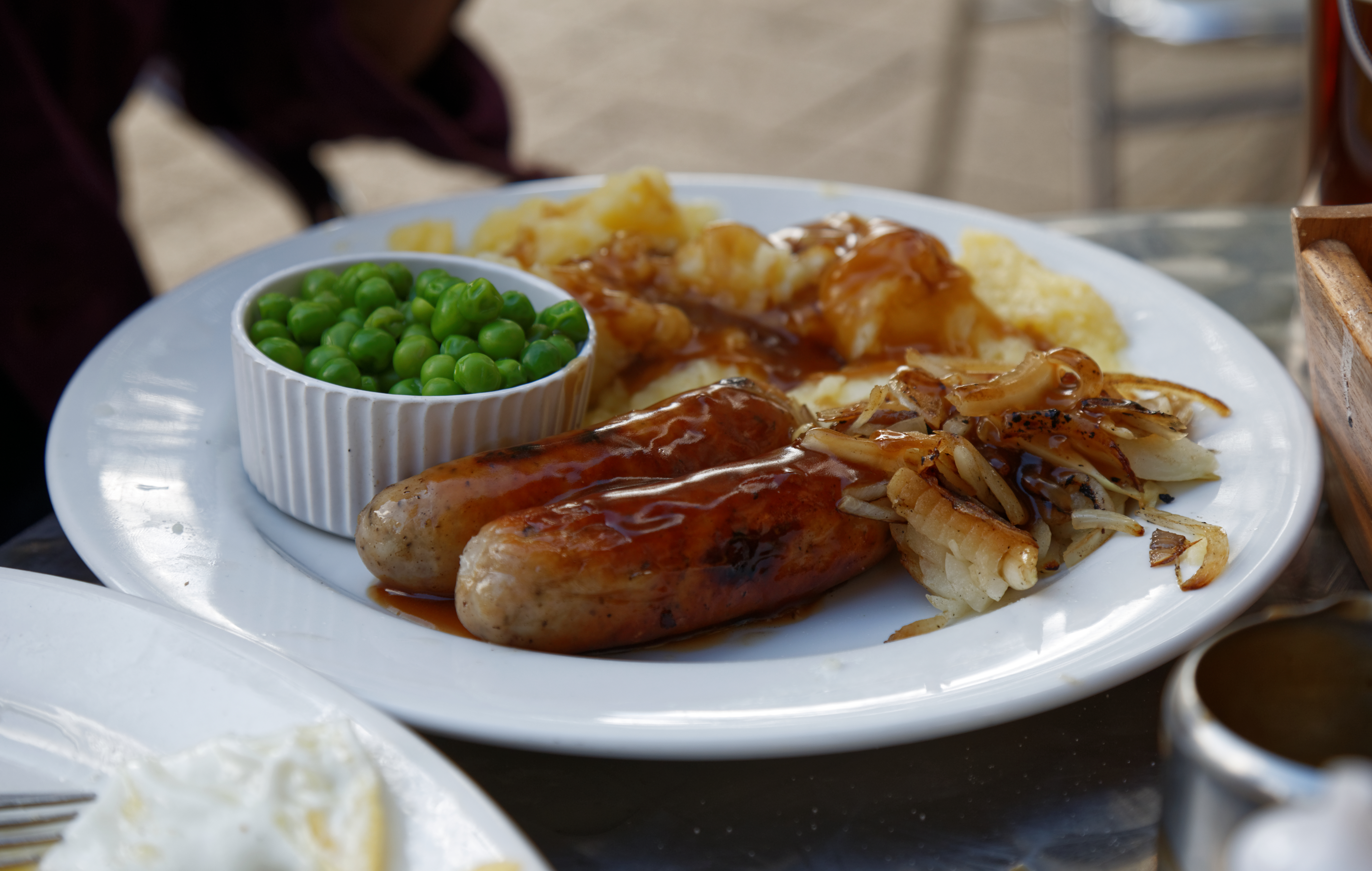
Bangers and mash amb pèsols

Bangers and mash o també conegut com “sausages and mash” és un plat d’origen britànic molt popular. Aquest plat consisteix principalment en salsitxes “bangers” i puré de patates “mash”, tot acompanyat amb una salsa de ceba anomenada gravy. També es sol acompanyar amb alguna verdura com pèsols o bròquil.
Aquest plat és originari de la Gran Bretanya des de l'any 1919, on ja es consumia. El seu nom “bangers” prové de la Primera Guerra Mundial a on amb la falta de menjar a causa de la guerra les salsitxes es feien amb més aigua que carn. De manera que quan es cuinaven explotaven (bang).
És un plat conegut per ser molt reconfortant utilitzant pocs ingredients de baix cost. És un plat molt equilibrat, ja que té tots els nutrients necessaris com son la proteïna, hidrats de carboni i vegetals. Són principalment salsitxes i puré de patates, normalment amb una guarnició de verdures com pèsols o bròquil.
Acompanyat amb una salsa coneguda com a gravy que consisteix en sucs de cocció de carn i verdures. Com a variant d’aquest plat a aquesta salsa se li afegeixen condiments com ceba, poma, o tomàquet.
En ser un plat que va sorgir durant la Primera Guerra Mundial, en un període de pobresa i gana la audiència que él frecuentaba era gent de baixos recursos. Per tant aquest plat té un reconeixement social de gent relacionada a aquestes condicions. Tot i que amb el pas del temps això ha anat canviant, i ara té un reconeixement com a un plat tradicional i freqüentat per gent de classe mitjana.